# Pjongčang
Pjongčang (zapisano tudi Pjeongčang; korejsko: 평창) je južnokorejsko okrožje (gun) v pokrajini Gangvon, eno od 11 okrožij v upravni delitvi pokrajine. Sedež je Pjongčang-eup (평창읍), ki ima uradno status manjšega mesta (eup).
V okrožju živi 43.706 ljudi (2008), od tega v glavnem mestu 9.949. Povprečna nadmorska višina je okoli 700 m. 
Pjongčang je med 9. in 25. februarjem 2018 gostil Zimske olimpijske igre. To je bilo najmanjše prizorišče olimpijskih iger od leta 1994, ko jih je gostil norveški Lillehammer in prvo azijsko prizorišče zimskih olimpijskih iger izven Japonske. Okrožje je že kandidiralo za organizacijo zimskih iger leta 2010 in leta 2014, tako da je bila večina objektov zgrajenih že precej prej, denimo osrednje prizorišče, zimskošportno središče Alpensia, ki stoji že od leta 2009. Uporabljali so jih za različna mednarodna zimskošportna tekmovanja, kot je bilo svetovno prvenstvo v biatlonu leta 2009. Do začetka olimpijskih iger so zgradili tudi hitro železniško progo, ki ta del Koreje povezuje s 180 kilometrov oddaljenim Seulom.